# Salvador Elizondo
Salvador Elizondo (ur. 19 grudnia 1932 w Meksyku, zm. 29 marca 2006 w Meksyku), meksykański pisarz, poeta, publicysta i eseista.
Studiował w ojczyźnie, Paryżu, Cambridge. Debiutował w 1960 zbiorem wierszy Poemas. Był autorem zbiorów eseistycznych (Luchino Visconti), powieści oraz tomów prozy, składających się z różnorodnych stylistycznie utworów (klasyczne opowiadania, ale również proza poetycka czy filozoficzne rozważania). W 1966 opublikował autobiografię. Przez 25 lat był profesorem Universidad Nacional Autónoma de México. Wielokrotnie go nagradzano, w 1990 otrzymał Premio Nacional de Literatura.
W Polsce został wydany Farabeuf, krótka powieść formalnie nawiązująca do nurtu nouveau roman.

## Dzieła (wybór)
- Poemas (1960)
- Luchino Visconti (1963, eseje)
- Farabeuf, czyli kronika jednej chwili (Farabeuf o la crónica de un instante 1965, powieść)
- Narda o el verano (1966, opowiadania)
- Autobiografía (1966)
- El hipogeo secreto (powieść, 1968)
- El grafógrafo (1972, proza)